# Origen inorgànic del petroli
La teoria de l'origen inorgànic  del  petroli  sosté que el petroli natural es va formar en dipòsits de carbó profunds, que daten potser de la formació de la Terra. La ubiqüitat dels hidrocarburs en el sistema solar es pren com a evidència que potser hi ha molt més petroli a la Terra del que es pensa i aquest petroli pot tenir origen en l'emigració dels fluids carbonífers cap a regions superiors del mantell.
Diverses teories abiogenètiques van ser proposades en el segle xix, molt notablement pel químic rus Dmitri Mendeléiev i el químic francès Marcellin Berthelot. Aquestes hipòtesis van perdre terreny davant la visió dominant del petroli com combustible fòssil. La hipòtesi sobre l'origen orgànic del petroli va ser proposada inicialment per l'erudit rus Mikhaïl Lomonóssov.
Les hipòtesis abiogenètiques ressorgir a mitjan segle vint amb científics russos i ucraïnesos i més, per la publicació el 1999 de La profunda biosfera calenta de Thomas Gold. La versió de Gold de la Hipòtesi està parcialment basada en l'existència d'una biosfera composta de bacteris termòfiles en l'escorça terrestre, el que podria explicar l'existència de certs biomarcador és en el petroli extret.
Encara que la teoria abiogenètica del petroli, d'acord amb Gold, és àmpliament acceptada a Rússia, on s'ha desenvolupat de manera intensiva en els cinquanta i seixanta, la gran majoria dels geòlegs petrolers occidentals consideren la teoria biogènica de la formació del petroli com científicament provada. Encara que hi hagi evidència de la creació no orgànica del metà i gasos hidrocarburs a la terra, no són produïts en quantitats comercialment significatives, així que essencialment tots els gasos d'hidrocarburs que són extrets per al seu ús com a combustible o matèria primera són d'origen orgànic. No hi ha evidència directa que permeti datar el petroli inorgànic cru líquid i els compostos hidrocarburs de cadenes llargues formats inorgànicament a l'interior de l'escorça, predicció essencial per corroborar la teoria abiogenètica.
L'origen inorgànic del petroli (hidrocarburs combustibles líquids) ha estat revisat en detall per Glasby, que aixeca diverses objeccions a la teoria.
El científic, astrònom i astrofísic Thomas Gold, va ser un dels més prominents defensors occidentals de la teoria abiogenètica. Ell diu que el petroli és una substància primordial, formada a grans profunditats a la Terra i altres planetes i que les molècules d'origen biològic són només resultat d'una contaminació en el petroli deguda a una profunda biosfera de bacteris que s'alimenten del petroli i deixen les seves petjades en la substància primordial que és el petroli.

## Història de la teoria abiogenètica
La teoria abiogenética del petroli va ser fundada sobre diverses interpretacions velles de la geologia que provenen dels coneixements primerencs del segle xix sobre el magmatisme (que en un temps va ser atribuït a focs de sofre i betum que cremaven sota el terra) i de petroli, que es pensava que proveïa de combustible per als volcans. De fet, l'apreciació Werneriana va veure combustibles solidificats o Bitume a basalts. Mentre aquestes idees han estat rebutjades, la noció bàsica del magmatisme associat amb el petroli ha persistit. Els principals defensors del que vindria a ser la teoria inorgànica del petroli van ser Mendeléiev i Berthelot.
El geòleg rus Nikolai Alexandre Kudryavtsev va ser el primer a proposar la moderna teoria abiogenética del petroli en 1951. Analitzar la geologia de les Arenas de quitrà d'Athabasca a Alberta, Canadà i va concloure que cap font rocosa podria formar l'enorme volum d'hidrocarburs (estimats avui en dia a 1/7 trilions de barrils), i que d'altra banda l'explicació més plausible és que es tracta de petroli profund inorgànic. No obstant això Michael Stanton ha proposat jaciments húmics com a possibles fonts d'aquestes sorres
Encara que aquesta teoria és defensada per geòlegs de Rússia i Ucraïna, ha començat a rebre atenció a l'oest, on la teoria biogènica ha estat acceptada per la gran majoria dels geòlegs petrolers. El treball de Kudryavtsev ha estat continuat per molts investigadors russos: Pyotr Nikolaevich Kropotkin, Vladimir Porfiriev, Emmanuil B. Chekaliuk, Vladilen A. Krayushkin, Georgi I. Voitov, Georgi E. Boyko, Grygori N. Dolenko, Iona V. Greenberg, Nikolai S. Beskrovny, Victor Linetsky i molts més.
L'astrofísic Thomas Gold va ser un dels proponents de la teoria més prominent dels anys recents a l'oest, fins a la seva mort el 2004. El Doctor Jack Kenney de «Gas Resources Corporation" és potser el principal defensor de la teoria en l'orient, on la teoria rep atenció continuada en els mitjans relacionats a la indústria dels combustibles.

## Fonaments de la hipòtesi
A l'interior del mantell, el carboni pot existir com a molècules d'hidrocarbur, principalment metà i carboni en estat elemental, diòxid de carboni i carbonats. La hipòtesi abiòtica suggereix que una gran quantitat d'hidrocarburs trobats al petroli poden ser generats per processos abiogènics. Aquests hidrocarburs poden emigrar fora del mantell cap a l'escorça terrestre fins a escapar de la superfície o quedar atrapats per estrats impermeables, formant jaciments de petroli.
Les teories abiogénicas rebutgen la suposició que certes molècules trobades dins del petroli, conegudes com a biomarcadors, són indicatives de l'origen biològic del petroli. En canvi, argumenten que algunes d'aquestes molècules poden provenir de microbis que el petroli troba en la seva emigració cap a la superfície a través de l'escorça, que d'altres es troben en meteorits (que presumiblement mai han tingut contacte amb matèria vivent) i que altres poden ser generades per reaccions possibles en el petroli inorgànic.
La hipòtesi està fonamentada per:
| proponents | Element |
| --- | --- |
| Gold | La ubicació del metà en tot el sistema solar |
| Gold | La presència d'hidrocarburs en cossos extraterrestres incloent meteorits, llunes i cometes |
| Gold, Kenney <! - Gold: temp+pressure, and primordial --> | Mecanismes plausibles de síntesi química d'hidrocarburs a l'interior de l'escorça terrestre |
| Kudryavtsev, Gold | Àrees riques d'hidrocarburs tendeixen a ser hidrocarburs de molts diferents nivells (Regla de Kudryavtsev) |
| Kudryavtsev, Gold | Dipòsits de petroli i metà es troben en enormes patrons relacionats amb formes profundes i a gran escala de l'escorça en lloc del model de dipòsits sedimentaris                                                              |
| Gold <! - Gold: similarity across large areas, calcite related, fractionation -->                                                                               | Interpretacions de la química i composició isotòpica del petroli natural |
| Kudryavtsev, Gold | La presència de combustible i metà en roques no sedimentàries sobre la terra |
| Gold | L'existència de dipòsits de Hidrat de metà |
| Gold <! - Gold (lack biological: Optical and odd-even; source may be association) -->                                                                           | Ambigüitat percebuda en algunes suposicions i evidències clau usades en l'ortodoxa teoria biogenètica del petroli |
| Gold | Jaciments bituminosos la creació està basada en profunds pous de carbó |
| Kudryavtsev | Incapacitat de crear petroli a partir de material orgànic en el temps en què les teories van ser creades |
| Gold <! - Gold: constant carbon, no oxygen buildup --> | La suma estable dels nivells de carboni i oxigen en les escales de temps geològics |
| Kudryavtsev <! - Kudryatsev: Ni & V porphyrins, 60+km depths -->, Gold <! - Gold: Nickel and vanadium porphyrins, depths of 60 to 160 km, too much hydrogen --> | Les teories biogenètiques no expliquen les característiques d'alguns dipòsits d'hidrocarburs |
| Szatmari | La distribució de metalls en els jaciments de petroli cru empata millor en el mantell superficial, mantell primitiu i patrons condrítiques que en l'escorça oceànica i continental i no mostren correlació amb l'aigua marina |
| Gold | L'associació d'hidrocarburs amb heli, el qual no s'usa en biologia |
| Gold | Generació d'hidrocarburs per microbis en les profunditats |